# Carson Coma
A Carson Coma egy 2018-ban alapított magyar alternatív rock zenekar.

## Története

### 2018
A Carson Coma 2018 szeptemberében mutatta be első dalát, amely angol nyelven What A Time To Be Alive címmel jelent meg. A dalhoz Komróczki Diána rendezésében készült videóklip az 1960-as évek beatzenéje iránti tiszteletüket fejezi ki. A produkcióban kiemelt szerepet kapott az orgona, a korabeli öltözködés és a dalok pozitív, fiatalos hangulata. Az együttes ezzel a megközelítéssel eltért az előző években népszerűvé vált, melankolikus „sadboy” stílustól.
Röviddel első kislemezük megjelenése után a Carson Coma bekerült a Hangfoglaló Program támogatott zenekarai közé, illetve sikeresen szerepeltek a Kikeltető tehetségkutató programban. Első koncertjüket is a program keretein belül adták, ami hivatalosan is a zenekar indulását jelentette.
2018 végén az együttes a Hintaló Iszodában egy live session keretében mutatta be első magyar nyelvű dalát, a Kreolkék pillanatok című számot.

### 2019-
2019 elején rögzítették első nagylemezüket Corduroy Club címmel, amely két magyar nyelvű dal kivételével angol nyelven íródott. A lemez felvételeit Zwickl Ábel irányította, míg a masterelést Stámusz Ferenc végezte. A lemezen az 1960-as évek zenei stílusa mellett a modern alternatív popzenei irányzatok is érzékelhetőek. Az album 2019. április 25-én jelent meg, néhány nappal azután, hogy bemutatták második kislemezükhöz, a Song About My Grandma című dalhoz készült videóklipet, amely Lippai Balázs rendezésében készült.
Az albumot és az ahhoz kapcsolódó dalokat bemutató koncerteken a zenekar olyan helyszíneken léphetett fel, mint az A38 Hajó vagy a Dürer Kert, és olyan előadók előtt játszottak, mint az Elefánt, a Middlemist Red vagy a Blahalouisiana. A lemezbemutató koncertre 2019. május 18-án került sor a Kobuci Kertben. Az együttes a nyári fesztiválszezonban számos magyar fesztiválon is fellépett, többek között a Kolorádó Fesztiválon, a Bánkitón, a Művészetek Völgyében és a Szegedi Ifjúsági Napokon.
2019 októberében a 4. Magyar Klipszemlén a Carson Coma négy díjat nyert, köztük a Song About My Grandma című klipért járó fődíjat és a Nem vagyok ideges című live session videóval elnyert legjobb performansz díjat.
2020-ban az együttes Fonogram-díjat nyert az év felfedezettje kategóriában.
2022-ben jelent meg az együttes harmadik nagylemeze, a Digitális/Analóg, amely olyan dalokat tartalmazott, mint az Immunissá válunk vagy a Kék Hullám Kemping. Ennek kapcsán teltházas koncertet adtak a Budapest Parkban és ebben az évben léptek fel először a Sziget Fesztiválon.
2023-ban a zenekar negyedik nagylemezét adta ki, az IV-t, amely már mind témáiban, mind pedig zeneileg egy érettebb képet mutatott. A poszt-punk stílusú album tartalmazza a Feldobom a követ vagy a Fantomrezgés című dalokat. 2024 áprilisában a Carson Coma az MVM Dome-ban ünnepelte ötödik születésnapját.
2025. január 9-én a zenekar részt vett a San Marinó-i eurovíziós nemzeti döntő, a San Marino Song Contest válogatóján, ahol Daddy Said No című dalukkal továbbjutottak az elődöntőbe, majd végül a döntő előtti vigaszágas fordulóban búcsúztak a versenyből.

## Tagok
- Bóna Zsombor – gitár, vokál
- Fekete Giorgio – gitár, ének
- Gaál Péter – ütőhangszerek, ének
- Héra Barnabás – dob, ének, gitár, zongora
- Jónás Attila – basszusgitár
- Kun Bálint – billentyű, vokál, ének, fúvós hangszerek, dob

## Diszkográfia

### Albumok
| Év   | Album            |
| ---- | ---------------- |
| 2023 | IV               |
| 2022 | Digitális/Analóg |
| 2020 | Lesz, ami lesz   |
| 2019 | Corduroy Club    |

### Kislemezek
| Év   | Lemez                            |
| ---- | -------------------------------- |
| 2025 | Libikóka                         |
| 2025 | Daddy Said No                    |
| 2024 | plusz egy (+1)                   |
| 2024 | Frida Kahlo                      |
| 2024 | Orrvérzés                        |
| 2024 | Paul McCartney halott?           |
| 2023 | Fantomrezgés                     |
| 2023 | Feldobom a követ                 |
| 2022 | Körforgalom                      |
| 2022 | Marokkó                          |
| 2022 | Bábu vagy                        |
| 2022 | Immunissá válunk                 |
| 2022 | Osztálytalálkozó                 |
| 2021 | Kérdőjelek és a válaszok         |
| 2021 | Kék Hullám Kemping               |
| 2021 | Pók                              |
| 2020 | Na mindegy                       |
| 2020 | Egyszerűen semmi sem egyszerű    |
| 2020 | Én még sohasem                   |
| 2019 | Peti és Én                       |
| 2019 | Nem vagyok ideges (Live session) |
| 2019 | Song About My Grandma            |

## Filmek
Az alábbi filmekben tűntek fel a zenekar tagjai:
- A játszma (2022)
- Nyugati nyaralás (2022)
- Carson Coma - A koncertfilm (2022)

## Díjak
- 4. Magyar Klipszemle legjobb klip, legjobb operatőri munka, legjobb performansz díja, valamint a zsűri különdíja (2019)[6]
- Fonogram díj az év hazai felfedezettjének (2020)[7]
- Artisjus-díj az év junior könnyűzenei alkotói közösségének díja (2022) [2]
- MTV EMA Legjobb Magyar Előadó kategória győztese (2022)[8]
- RTL Év Embere - dobogó[9]
- 6. Magyar Klipszemle legnagyobb dili és legjobb styling/jelmez[10]
- 7. Magyar Klipszemle legjobb klip[11]
- Fonogram díj az év hazai alternatív vagy indie-rock albumáért (2024)[12]